# ФК Хајдук 1912
ФК Хајдук 1912 је фудбалски клуб из Куле, основан 1946. године у Пригревици. Игра на Стадиону „Милан Средановић“, капацитета 6.000 гледалаца. Боја клуба је бела, а као секундарне се користе ројал-плава и небо-плава.
Некадашњи Хајдук из Куле основан 1925. године угашен је 30. јула 2013. године а клуб који данас игра у Кули и зове се Хајдук 1912 је заправо некадашње Братство из Пригревице.
Прво је до промене седишта клубова ПИК-а из Пригревице (некадашњег Братства) и ОФК Оџака дошло на полусезони 24. фебруара 2015. године а мењање имена ових клубова догодила се четири месеца касније 30. јуна 2015. године. 
ОФК Оџаци (некадашњи ПИК Пригревица) променило је место седишта клуба са ОФК Хајдук Јуниором из Куле (клуб основан 24. децембра 2014. године) из Оџака у Кулу 6. фебруара 2018. године.

## Година оснивања
Клуб са именом Хајдук у Кули појављује се први пут 1925. године  , али најстарији регистровани фудбалски клуб у Кули био је КАФК – Кулски атлетски фудбалски клуб, основан давне 1912. године, док је свој први наступ на фудбалским теренима забележио 1913. године. К. А. Ф. К. (K.A.F.C.) су основали кулски Немци, који су дуги низ година чинили релативну већину становништва у овом делу Бачке. Иначе Немци су овај град у својим документима називали Wolfsburg (Вучја тврђава).
Године 1924. у Кули се формира још један фудбалски клуб "Радничко Атлетско Друштво".
Незадовољни вођењем КАФК-а одређени део људи напушта клуб и у октобру 1925. године оснива нови клуб имена Хајдук, који ће након подношења статута поднети захтев за пријем у Савез. Дакле, нема говора да се ради о истом клубу, таквих примера, да један клуб настане из другога, има доста широм Војводине.
На седници одржаној 30. јула 2013. управа ФК Хајдук донела је коначну одлуку да због лоше финансијске ситуације иступи из Суперлиги Србије и распусти своју прву екипу. Целокупна управа, укључујући и председника клуба Осмајића, као и омладинци и кадети прешли су у новоосновани ОФК Хајдук Јуниор.
Постоји група грађана која пориче повезаност клуба са КАФК-ом, и која за годину оснивања узима 1925. На предлог те групе грађана у Кули је 16.08.2013. године, на оснивачкој Скупштини, великом већином одлучено да се оснује нови ФК Хајдук 1925, који у свом оснивачком статуту има да је заправо он наследник тог старог Хајдука.

## Историја

### КАФК 1912—1925.
Прву фудбалску лопту у овај град донели су Андраш Футо и Вељко Јерков Љубиша, лопту су купили у Будимпешти за две тадашње круне. Атрактивност фудбалске игре превасходно је била на високом нивоу код млађе кулске популације, да би брзо са одушевљењем била прихваћена и код старијих. Играло се најчешће у сопственим ципелама, а често и босоноги без дресова у властитим кошуљама.
Први светски рат (1914. год.) прекинуо је рад Хајдукове претече, а тако је било и у другим местима. Играчи и спортски радници су углавном били на фронту а на игралиштима су остала махом деца. Али већ јесени 1917. године од дораслих младића и понеких старијих играча који су се, користећи разне околности, нашли код својих кућа – било је могуће саставити фудбалски тим. Тако је после дуже времена КАФК оживео, клупске просторије отворене су у хотелу „Касина“ у центру града, а на чело управе стали су нови људи: Геза Кнефели, Шандор Викхарт, Ерне Доблер и др. Све очи Куљана упрте су ка „Вашаришту“!
После тешких ратних година у новоствореној држави Краљевини Срба, Хрвата и Словенаца, за фудбалски спорт у Кули настаје ново раздобље развоја и напретка. Када је 1920. године, у оквиру Фудбалског савеза СХС основан Суботички подсавез и у КАФК-у су почеле озбиљније припреме за предстојеће утакмице. Ограђује се игралиште, набавља се потребна опрема, тренинзима руководи Ференц Платко, а дисциплина је на завидној висини. У периоду 1920—1921. боје клуба бранили су: Ференц Платко, Јожеф Сеп, Јене Халас, Мартин Хауслонер, Мартон Маркс, Крижан Шмит, Андрија Футо, Јожеф Шмутц (капитен), Ото Кнези, Шандор Швракин и Ласло Егето.
Најупечатљивија личност свакако је био тренер и голман тима Ференц Платко. Још пре доласка у КАФК, Платко је наступао као голман за мађарску фудбалску репрезентацију. Када је 1923. године напустио Кулу поново је био у Мађарској, да би потом прешао у Шпанију где је бранио боје чувеног каталонског и планетарно популарног клуба - славне Барселоне! Своју фудбалску каријеру Платко је окончао у Чилеу, у ком је и преминуо 1977. године.
У међувремену долази и до прве велике смене генерација у кулском фудбалу па дрес КАФК-а преузимају: Иштван Варга, Јанош Кататич, Андраш Хел, Пера Струклић, Андраш Футо, Лајош Кататич, Золтан Зонерфелд, Рихард Шалер, Љубомир Ранков и Шандор Шваркин. Захваљујући углавном овим фудбалерима, њиховом ентузијазму и способностима, КАФК је постигао врло запажене резултате у такмичарској сезони 1923/24. када су освојили прво место у 2. разреду Суботичке подсавезне лиге, стекавши тиме право такмичења у вишем рангу- 1. разреду.

### ФК Хајдук 1925—1941.
Упркос великој популарности фудбала међу кулским грађанима, нису сви могли себи да приуште и за оно време ипак скупу опрему, па је фудбал све више постајао привилегија припадника богатијих сталежа, цењених занатлија, трговаца, виших чиновника и официра, правника, просветара, лекара и посебно све доминантнијих привредника и индустријалаца.
Деца земљорадника и фабричких радника углавном нису себи могла да приуште играње у КАФК-у, па се долази на идеју о одвајању и стварању новог фудбалског колектива у Кули. Ношени чистом и искреном љубављу према спорту ентузијасти крећу у остваривање овог пројекта. Натуралном разменом закупљен је терен и просторија у кафани Петера Рујера а за потребе новоформираног клуба. Полет ових људи заувек ће се памтити у бачкој равници, јер управо они створили су њену дику, која ће од Куле начинити један од најбитнијих српских фудбалских центара али је уврстити и на европску мапу најпопуларније игре на свету.
Били су то: Стеван Пејчић, Раде Пејчић, Урош Ћирић, Гојко Обрадов, Небојша Шовљански, Пера Шовљански и Војин Паланачки.
Спортски клуб Хајдук званично је под тим именом почео да ради 1925. године. Оснивачкој скупштини у гостиони „Ратар“ присуствовали су бројни грађани и његови први фудбалери. На предлог Стевана Пејчића клуб је понео име „Хајдук“ а за првог председника изабран је Панта Леђенски, власник горе поменуте гостионице. Други истакнути чланови клуба у време оснивања били су: Сава Прекајац, Радослав Шовљански, Влада Прекајац, Станимир Шовљански – Баћа, Сима Шуваков, Владислав Богојевац, Стеван Ћирић – Чича и други.
Своју прву утакмицу новоосновани СК Хајдук одиграо је у Руском Крстуру против СК „Русин“ и славио са 5:2. Првенствене утакмице Хајдуци су играли у оквиру 3. Разреда Суботичког фудбалског подсавеза.
Овај сусрет био је уједно и званичан услов за регистрацију клуба. До 1929. године Хајдук се такмичио у 3. разреду Суботичког подсавеза. Наравно, амбициозни Куљани се нису овим задовољили већ су изборили пласман у виши ранг такмичења у ком су обитавали у периоду 1929—1933. године, да би се управо 1933. године пласирали у највиши ранг Суботичког подсавеза, који је у суштини представљао најквалитетнију лигу Војводине.
Још тада наслућивала се Хајдукова коб, непрестане борбе са недаћама и несрећама које никада нису ишле саме, али и храбра предана борба спортских радника овог дела равнице која је, не само спасила, већ и оснажила колектив, тада већ препознатљив у спортским круговима Краљевине Југославије. Хајдуци су се суочавали са великим материјалним проблемима, несташицом и оскудицом, коју су успевали да савладају само захваљујући неуморном раду и одрицању. Новац за опрему играчи су давали сами, а у касу клуба увек се сливало, а из ње никад узимало. На утакмице се ишло често пешке и увек у сопственој режији. Аутобус је тада био само сан Хајдукових навијача, а игралиште се селило од Железничке станице до Вашаришта и Штреке, клупске просторије од Рујера до Ратара и Папуле, па тако у круг.
Па ипак и у овим условима међу Хајдуцима рађа се снажан осећај заједништва, упркос социјалним, професионалним, националним, верским и политичким разликама, Хајдук је постао идеал, постао је појам који се не огледа кроз људе или материјалност већ кроз снове и емотивност. Ко ту истину уме да схвати и за њу се жртвује може се назвати навијачем, а такве је Хајдук без обзира на локалне и генералне друштвене околности увек имао.

### Други светски рат
У периоду Другог светског рата (1941—1945), фашистички окупатор званично декретом прекида рад клуба, али Хајдукови симпатизери наставили су са одржавањем у животу фудбалске игре, није прошло дуго а на Јарошу је лопта будила наду у слободу и неку срећнију будућност. Окупаторске власти дозволиле су обнављање рада клуба али је изричито било забрањено да се фудбалска делатност одвија под старим именом. У веома скромним и отежаним условима ипак долази до обнове клуба али под називом „Ifjusag“ – („Омладина“). Промењено име, није променило и дух. У време окупације, читава делатност клуба сводила се само на играње пријатељских утакмица, са слабашним клубовима из околине, који су одржавали имитацију живота у сличним условима.
Неколико играча које је окупатор затекао у домовима, задесила је страшна судбина – на мучки начин су лишени живота, били су то Борислав – Браца Пејчић, Рада Почуча, Миленко Маџарев и Лаза Путник. Међу убијенима тих првих дана окупације био је и један део клупских функционера, а велики број навијача је лишен слободе, одведен у заробљеништво, малтретиран или убијан. У току рата страдало је још Хајдукових играча, тако је Новак Пејчић обешен, а Миланко Јовановић – Гага интерниран и нестао на Источном фронту.

### Хајдук у Социјалистичкој Југославији
Период реорганизације фудбала у послератним годинама трајао је све до јесени 1946. године, када је отпочело са редовним државним првенствима. У првим послератним годинама Хајдук се у првенству такмичио у главном са клубовима из околних места, а како су године пролазиле и са клубовима широм Војводине, Славоније, Барање и Мачве. Карактеристика тог времена јесте рад клуба по чисто аматерским принципима, са ослонцем на сопствене снаге тј. на фудбалере који су потекли у клубу.
У овом раздобљу променивши неколико имена (Ударник, Братство-Јединство, Јединство) и неколико степена такмичења, Хајдук је од 1949. године поново заиграо под својим старим и реномираним именом, имао је и релативно добре резултате. Такмичио се у Суботичком, Сомборском и Новосадском подсавезу. Први значајнији успех у том периоду, под стручним руководством Слободана – Бате Анђелковића, постигнут је 1949. године освајањем првог места у Сомборском подсавезу, чиме је ФК Хајдук стекао право играња квалификација за улазак у Војвођанску лигу. Хајдук је тада кренуо ка самом врху војвођанског фудбала.
Такмичење у Трећој зонској фудбалској лиги представљало је највећи успех Хајдука. Пошто је у сезони 1955/56. године убедљиво освојио прво место у Суботичко-сомборској лиги, са 10 бодова више од најближег пратиоца, кулски тим постигао је највећи успех од свог оснивања – квалификовао се у трећу зону. Такмичећи се у систему зонских лига, Хајдук се нашао међу 75 најквалитетнијих фудбалских клубова у СФР Југославији.
Премијера Хајдука у трећој зони, која је обухватала територију Војводине, Славоније, Барање, Београда, Посавине и Подунавља била је више него задовољавајућа. На крају првенства Хајдук је заузео пето место. На концу јесењег дела првенства 1957/58. године Хајдук је заузео другу позицију што је био и највиши пласман овог клуба.
После три узастопна покушаја Хајдук се коначно пласирао у Другу савезну фудбалску лигу (северне групе) 1970. године. Куљани су декласирали тим Валповке из Валпова, првака славонске лиге са 7:1 у Кули и 4:3 у Славонији.
Куљани су у Другој савезној лиги били три сезоне, да би је напустили 1973. године и испали у војвођанску лигу. Хајдук је наредних петнаестак година стагнирао и такмичио се у овом рангу. Са изузетком периода 1983—85. године када је Хајдук био у Бачкој зони.
Срећом долазе и бољи дани. Бели су у сезони 1988/89. до последњег кола били кандидат за улазак у трећу лигу, но што нису успели тада, учинили су наредне сезоне – Хајдук је тада убедљиво освојио прво место и испунио циљ. Већ премијерне сезоне Куљани бележе сјајан успех и заузимањем трећег места обезбеђују пласман у Другу савезну лигу, тачније после 18 година, повратак у исту. Било је то у сезони 1990/91. године. И тада, муњевит напредак бели Зулу борци, како су их навијачи од милоште називали употпуњују остваривањем снова свих Хајдукових играча. Наиме, у сезони 1991/92. године Хајдук се пласирао у елиту, у Прву савезну лигу новоформиране СР Југославије.

### Распад СФРЈ и пласман у Прву лигу СР Југославије
Хајдук у овом периоду много, поред играчког кадра и организације унутар клуба, улаже и у инфраструктуру. Тако, 1992. године завршавају се радови на изградњи прелепог спортског објекта, и тада, једног од најмодернијих, најфункционалнијих али и најлепших стадиона у земљи. Почетак рата омео је његово потпуно довршавање и наткривање.
Стадион је направљен захваљујући успешним маркетиншким потезима, без динара сопственог капитала и уз скромну помоћ града. Монтажни елементи набављени су у Словенији а пројектант био је архитекта Миодраг Ракочевић. Хајдук од уласка у елиту исту није напуштао, што га сврстава у ред пет најуспешнијих српских фудбалских клубова у последње две деценије.
Свакако велике заслуге за овај успон Хајдука, који траје и данас носе и челници клуба, у првом реду Радоман Васовић (председник клуба), Радомир Чуровић (касније директор), Александар Влашкалић (генерални секретар, па директор), Зоран Симуновић(директор) и др.
У овом периоду клуб почиње да спонзорише кулска компанија Родић МБ (од 1992. године). Хајдук тада свом старом називу придодаје и име компаније, па тако настаје ФК Хајдук Родић МБ – Кула.
Да је Хајдук клуб у ком се не мисли само на резултате и личне успехе већ и на људскост и родољубље доказале су многе генерације овог колектива. Помажући клубове из сопствене општине, али и целе Бачке, неретко их спашавајући и гашења.
Међутим да су често, поред материјалних средстава Отаџбини знали поклонити и живот доказао је Синиша Пеулић првотимац који је клуб појачао из бањалучког Борца. На ратишту, у одбрани Републике Српске, Пеулић је 1995. изгубио живот.
Још неколико десетина навијача, запослених у клубу, бивших и активних фудбалера учествовало је, често и добровољно, у одбрани српског народа западно од Дрине и Дунава, у крвавом грађанском рату на простору тада већ бивше СФР Југославије.
ФК Хајдук је поред хуманитарне помоћи коју је неретко слао, начинио 13. 10. 1994. године гест вредан дивљења. Целокупна управа, стручни штаб, играчи, отишли су у Бању Луку, данас престоницу Републике Српске и са домаћим Борцем на препуном градском стадиону, одиграли пријатељски, заправо братски меч. Поред добре воље, граду под опсадом Хајдуци су поклонили и основне потрепштине које су им недостајале.
Такође, у току НАТО агресије 1999. године Хајдуци су се потрудили да олакшају те тешке дане, седам пута бомбардованој Кули. Тако су организоване пријатељске утакмице са новосадском Војводином и другим клубовима, упркос сталној ваздушној опасности.

### Пласман у Интертото куп 1997. године
Кулска амбициозност поново је дошла до изражаја 1997. године. Иако су медији клубу предвиђали борбу за опстанак, на петогодишњицу елите играчи су остварили највиши пласман у историји. Предвођени Мирославом Вукашиновићем, Куљани су заузели четврто место и обезбедили излазак у Европу, у Интертото куп.
Хајдук се у Интертото купу нашао у групи са Халмштадом из Шведске, Ломелом из Белгије, ТПС Туркуом из Финске и Конгсвингером из Норвешке. Због само једне пречке, а не поготка, Куљани се нису пласирали у саму завршницу овог такмичења.
У првој утакмици, 21. јуна 1997. године састали су се са Халмштадом. Хајдуци се нису снашли против тадашњег лидера шведског првенства који је наступио у пуној такмичарској форми, а предводио га је Фредерик Јунберг. Треба напоменути да је непосредно пре јединог поготка, чувар кулског гола Радуловић, одбранио и једанаестерац Андерсону.
У другом колу гостовали су у Финској.  Упркос раном вођству домаће екипе већ у другом минуту, Хајдуци су изванредном реализацијом и пожртвованошћу успели да преокрену резултат у финишу меча, те головима Карановића и Османовића стигну до прве победе на међународној сцени.
Одличном игром пред више од 5000 гледалаца колико их је било  против шведског тима 12. јула, Норвежани су надиграни и поражени са 2:0. Егзекутори су били Пухалак и Маркоски.
У последњем колу, Хајдук је гостовао Ломелу. Борбеност Куљана није награђена у Белгији. Куљани су дошли у вођство голом Пухалака. Белгијанци су преокренули, али су Куљани поготком Кулића изједначили. У финишу меча Белгијанци су постигли погодак за коначних 2:3. Тиме је Хајдук завршио учешће у свом првом наступу у Европи.
Коначна табела је гласила: Халмштад 10 бодова, Ломел 6 бодова, Хајдук Родић МБ 6 бодова, Турку 4 бода, Конгсвингер 1 бод.

### Највећи успеси клуба - пласман у Куп УЕФА и Интертото куп
Наредних година Хајдук се углавном задовољавао местом у средини табеле. У нимало лагодној конкуренцији, Куљани су увек са више или мање напора успевали у намери да очувају елитни статус.
Упоредо са одржавањем угледа на фудбалском терену, улагало се и у инфраструктуру. Поред главног објекта СПЦ Хајдука улагало се и у помоћне терене на Вашаришту, који су закупљени на 99 година. Куљани су у овом периоду добили и своју званичну филијалу, Липар МБ, клуб из истоименог места у кулској општини. У том тренутку само је још Партизан у Првој савезној лиги имао свој „клуб у клубу“.
Стигли су бели тих година да изузетно намуче и најпротежираније клубове ове земље. Не само да су више пута ремизирали против Партизана и Црвене звезде, како на свом тако и њиховом буњишту већ су знали и да начине подвиг.
Кула, тих година добија и свог првог олимпијца. Голман нашег клуба, репрезентативац Никола Милојевић, херој младе репрезентације која је 2004. године освојила сребрну медаљу на европском првенству, представљао је нашу домовину на Олимпијским играма у Атини.
Године 2005. долази до промена у кулском поносу. Мења се руководство а клупски генерални спонзор компанија Родић МБ, постаје само донатор. Суочени са ситуацијом у којој је и опстанак клуба у суровим водама висио о концу Куљани праве радикалне резове. У ишчекивању приватизације стеже се каиш, подмирују се само основне инфраструктуралне потребе, а сав новац улаже у играчки кадар. Филијала клуба ПОФК Хајдук ће се ипак, због великих издатака, фузионисати са Радничким из Сомбора, који је Хајдук на тај начин спасио испадања у другу војвођанску лигу.
Великим радом, те мудро искоришћеним новчаним средствима Хајдук у сезони 2005/06. године остварује највећи успех у својој историји, пласман у Куп УЕФА. Хајдук се те године пласирао на четврто место последње сезоне заједничког првенства Србије и Црне Горе, са само бодом заостатка иза трећепласираног Вождовца, који је одустао од Европе. Жреб је у другом колу претквалификација Хајдуку доделио реномирани, софијски ЦСКА, који је само сезону раније имао доста успеха на европским теренима. Правила УЕФА–е, нису дозволила Хајдуку да утакмицу одигра на Градском стадиону. Хајдук је испао након два ремија, у Софији 0:0 и на неутралном терену у Београду 1:1, због правила о важењу гола у гостима и то након продужетака примивши гол у 120. минуту (погодак Тунчева). Стрелац за официјелног домаћина на том мечу, био је Станчић у 104. минуту утакмице.
Ово није поколебало Хајдук који је и следеће сезоне успео да избори пето место и пласман на евро сцену. Хајдук је претходно преузео Жарко Солдо. У тој сезони 2006/07. године Хајдук је стигао и да нанесе потпуну резултатску катастрофу Партизану резултатом 3:0. Стрелци су били два пута Милан Перић и једном Љубомир Фејса, за ког ће управо Партизан 2008. године издвојити највећу суму новца за једног домаћег играча у историји дотичног клуба.
Куљани су се тако десет година касније поново нашли у Интертото купу. Такмичењу које је изменило правила и полако ишло ка гашењу. Но, освајачи Интертото купа (укупно девет) имали су право учешћа у купу УЕФА, што је свакако био велики мотив.
Хајдук је у првом колу био слободан, да би се у наредној рунди сусрео са словеначким Марибором. Иако је прву утакмицу неочекивано изгубио 2:0, Хајдук се победом у реваншу осветио (5:0) и тако прошао даље. У финалу је играо са Леириом. Након победе на неутралном терену у Београду од 1:0, Хајдук одлази у Португалију, где бива поражен 4:1 након продужетака, иако је до 94. минута имао резултат који га је водио до трофеја и такмичења у купу УЕФА.

### Финансијски проблеми и напуштање Суперлиге Србије
Потом следе три тешке године, у којима се Хајдук грчевито бори за опстанак, захваљујући намноженим дуговима одлази и у стечај, док је инфраструктура комплетно девастирана.
Ипак, као по правилу, клуб се подигао из пепела, 2011. године долази до нове промене у управљачкој структури, на место председника долази Зоран Осмајић чиме је привремено спречено гашење овог спортског колектива и створен основ за поновно грађење успешног клуба. Ипак, опоравак није успео, на наплату су долазили стари велики дугови из времена градње стадиона, што је резултовало да се на седници одржаној 30. јула 2013. донесе коначна одлука да због лоше финансијске ситуације иступи из Суперлиги Србије, распусти први тим и прогласи банкрот.
На седници одржаној 30. јула 2013. управа клуба је донела коначну одлуку да због лоше финансијске ситуације иступи из Суперлиги Србије и распусти своју прву екипу.

## Стадион
Стадион Милан Средановић се налази у оквиру Спортско-пословног центра „Хајдук“, на ексклузивној локацији у строгом центру Куле.  Објекат је изграђен 1992. године, захваљујући прегалаштву тадашње Хајдукове управе и налази се у власништву клуба. Направљен је захваљујући успешним маркетиншким потезима, без динара сопственог капитала и уз скромну помоћ града. Монтажни елементи набављени су у Словенији, а пројектант био је архитекта Миодраг Ракочевић.
Стадион је у потпуности прекривен столицама, капацитета 5.973 гледалаца (пре постављања столица, капацитет је гласио 11.000). Смештен је у улици Светозара Марковића бр. 8, између Великог бачког канала, комплекса седишта општине те Пионирског дома.
Поред стадиона у оквиру објекта налази се и управна зграда, клупски ресторан, свлачионице, физиотерапеутски и домарски простор, оставе, те простор за угоститељску делатност.

## Резултати

### ФК Хајдук уСуперлиги Србије
Стање на дан 21. мај 2017.
| Сезона   | Одиг. | Поб. | Нер. | Пор. | ГД  | ГП  | ГР  | Бод. | Пласман |
| -------- | ----- | ---- | ---- | ---- | --- | --- | --- | ---- | ------- |
| 2006/07. | 32    | 14   | 4    | 14   | 29  | 30  | -1  | 46   | 5       |
| 2007/08. | 33    | 8    | 13   | 12   | 25  | 31  | -6  | 37   | 8       |
| 2008/09. | 33    | 9    | 11   | 13   | 23  | 34  | -11 | 38   | 6       |
| 2009/10. | 30    | 7    | 9    | 14   | 28  | 40  | -12 | 30   | 14      |
| 2010/11. | 30    | 7    | 8    | 15   | 25  | 37  | -12 | 29   | 13      |
| 2011/12. | 30    | 9    | 6    | 15   | 28  | 44  | -16 | 33   | 11      |
| 2012/13. | 30    | 10   | 8    | 12   | 36  | 32  | +4  | 38   | 8       |
| Укупно   | 218   | 64   | 59   | 95   | 194 | 248 | -54 | 251  | 11      |

### Новији резултати
| Сезона   | Ранг | Лига                  | Позиција | ИГ  | Д  | Н | П  | ГД | ГП | ГР  | Бод | Куп                  |
| -------- | ---- | --------------------- | -------- | --- | -- | - | -- | -- | -- | --- | --- | -------------------- |
| 2018/19. | 3    | Српска лига Војводина | 2.       | 32  | 18 | 7 | 7  | 47 | 23 | +24 | 61  | Није се квалификовао |
| 2019/20. | 3    | Српска лига Војводина | 15.      | 171 | 3  | 3 | 11 | 14 | 28 | -14 | 12  | Није се квалификовао |
| 2020/21. | 3    | Српска лига Војводина | 13.      | 38  | 16 | 7 | 15 | 67 | 52 | +15 | 55  | Није се квалификовао |
| 2021/22. | 3    | Српска лига Војводина | 13.      | 30  | 12 | 3 | 15 | 53 | 59 | -6  | 39  | Није се квалификовао |
| 2022/23. | 3    | Српска лига Војводина | 10.      | 28  | 10 | 5 | 13 | 32 | 37 | -5  | 35  | Није се квалификовао |
| 2023/24. | 3    | Српска лига Војводина | 14.      | 30  | 8  | 8 | 14 | 35 | 43 | -8  | 32  | Није се квалификовао |

- 1  Сезона прекинута након 19 кола због пандемије Корона вируса

### ФК Хајдук у европским такмичењима
| Сезона  | Такмичење     | Коло      | Држава      | Клуб        | Резултат |
| ------- | ------------- | --------- | ----------- | ----------- | -------- |
| 1997    | Интертото куп | Група     | Шведска     | Халмстад    | 0-1      |
|         |               | Група     | Белгија     | Ломел       | 2-3      |
|         |               | Група     | Финска      | Турун Турку | 2-1      |
|         |               | Група     | Норвешка    | Kongsvinger | 2-0      |
| 2006/07 | УЕФА куп      | 2 коло кв | Бугарска    | ЦСКА Софија | 0-0, 1-1 |
| 2007    | Интертото куп | 2 коло    | Словенија   | Марибор     | 0-2, 5-0 |
|         |               | 3 коло    | Португалија | Леирија     | 1-0, 1-4 |

## Играчи
Клуб распуштен 2013.

## Познати бивши играчи
| - Шандор Јанес - Милан Влашки - Милорад Ћетковић - Душко Грујић - Душан Башић - Ибрахим Муратовић - Ранко Делић - Ристо Павић - Ференц Платко - Милан Перић - Бранко Пауљевић - Ранко Делић - Жељко Карановић | - Дејан Османовић - Анђелко Ђуричић - Александар Давидов - Мирко Радуловић - Жељко Рачић - Ниша Савељић - Филип Касалица - Никола Милојевић - Иван Ћирка - Александар Јовановић - Драган Мојић - Иштван Дудаш - Урош Предић | - Золтан Сабо - Драган Стојисављевић - Љубомир Фејса - Ђорђе Томић - Саво Павићевић - Жарко Булатовић - Лазар Веселиновић - Никола Комазец - Зоран Антић - Урош Стаматовић - Никола Малбаша - Нино Пекарић - Синиша Пеулић |